# 张星亮
张星亮（2002年4月2日—)，河南信阳人，中国足球运动员，司职中场，目前效力于中乙球队泰安天贶，青训出身为山东鲁能。

## 生涯
2022年4月6日，经过试训加入天津津门虎。2023年7月18日，租借加盟泰安天贶一年。2023年11月，获得的2023年中乙联赛10月最佳青年球员。2025年3月9日，转会加盟泰安天贶。

## 外部鏈接
- 张星亮 （页面存档备份，存于） - SOCCERWAY